# Amadou Haidara
Amadou Haidara, född 31 januari 1998 i Bamako, är en malisk fotbollsspelare som spelar för RB Leipzig. Han representerar även det maliska landslaget.

## Klubbkarriär
Haidara startade sin fotbollskarriär på JMG Academy Bamako. I juli 2016 värvades Haidara av österrikiska Red Bull Salzburg, men han lånades direkt ut till samarbetsklubben FC Liefering i andradivisionen. Haidara debuterade den 5 augusti 2016 i en 4–2-vinst över LASK Linz, där han blev inbytt mot Gideon Mensah i halvlek och redan i den 48:e minuten lyckades göra sitt första mål.
Haidara debuterade för Red Bull Salzburg den 5 april 2017 i en cupmatch mot Kapfenberger SV, där han blev inbytt i den 104:e minuten mot Stefan Stangl och sex minuter senare gjorde det avgörande 2–1-målet som gav Salzburg vinsten i förlängningen. Fyra dagar senare debuterade Haidara i Österreichische Bundesliga i en 1–0-vinst över Sturm Graz, där han blev inbytt på övertid mot Valon Berisha. Med U19-laget var Haidara även med och vann Uefa Youth League under säsongen 2016/2017. Inför säsongen 2018/2019 förlängde Haidara sitt kontrakt i Red Bull Salzburg till den 30 juni 2022.
Den 22 december 2018 värvades Haidara av tyska RB Leipzig, där han skrev på ett 4,5-årskontrakt. Haidara debuterade i Bundesliga den 16 mars 2019 i en 1–0-vinst över Schalke 04, där han blev inbytt i den 77:e minuten mot Kevin Kampl.

## Landslagskarriär
Haidara debuterade för Malis landslag den 6 oktober 2017 i en 0–0-match mot Elfenbenskusten, där han blev inbytt i den 79:e minuten mot Yves Bissouma.

## Meriter
Red Bull Salzburg
- Österrikisk ligamästare: 2017, 2018, 2019
- Österrikisk cupsegrare: 2017
- Uefa Youth League: 2017